# 유루와 무루
불교에는 일체법(一切法) 또는 제법(諸法)을 분류하는 여러 방식이 있는데, 그 중에는 크게 유루법(有漏法)과 무루법(無漏法)의 두 가지로 분류하는 방식이 있다. 이 분류 방식은 일체법을 크게 유위법(有爲法)과 무위법(無爲法)의 두 가지로 분류하는 방식과 더불어 불교 전반에서 널리 사용되는 분류법이다.
누(漏, 산스크리트어: āsrava)의 문자 그대로의 의미는 '흐르다' 또는 '새어 나오다'이다. 누(漏)는 인간이 번뇌 때문에 각종의 악업을 행하고 그 결과 고(苦)가 그 사람의 삶에 누출(漏出: 새어나옴)되어 나타나고 번뇌와 고의 이러한 누출로 인해 그 사람은 혹(惑) · 업(業) · 고(苦)의 윤회3도(輪廻三道)를 전전하면서 미혹의 세계[迷界]를 유전(流轉: 끊임없이 윤회함)하게 된다는 것을 뜻한다. 이러한 의미에서 누(漏)를 곧 번뇌라고 할 수 있다.
번뇌 또는 고(苦)의 누출을 더욱더 증장시키고 있는 상태나 증장시키는 작용을 하는 법들을 유루(有漏, 산스크리트어: sāsrava) 또는 유루법(有漏法, 산스크리트어: sāsrava-dharma)이라고 한다. 이러한 유루의 뜻과 반대의 경우를 무루(無漏, 산스크리트어: anāsravah) 또는 무루법(無漏法, 산스크리트어: anāsravah-dharma)이라고 하는데, 적극적으로 정의할 경우, 번뇌가 끊어진 상태나 번뇌가 끊어지게 하는 작용을 하는 법들을 무루 또는 무루법이라고 한다.

## 개요
번뇌 또는 고(苦)의 누출을 더욱더 증장시키고 있는 상태나 증장시키는 작용을 하는 법들을 유루(有漏, 산스크리트어: sāsrava) 또는 유루법(有漏法, 산스크리트어: sāsrava-dharma)이라고 한다. 즉, 번뇌와 유루는 흔히 같은 말로 사용되지만, 엄격히 구분하자면, 번뇌는 현재 생겨나 있는 또는 미래에 생겨날 수 있는 번뇌 그 자체를 말하고 유루는 세간 · 출세간의 선법(善法)으로 이끌어가지 않고 그대로 두면 번뇌를 증장시키는 작용을 하는 모든 법들을 통칭한다. 그리고 모든 번뇌는 그 자신을 증장시키는 작용을 하므로 언제나 유루이다. 따라서, 유루는 '모든 번뇌들'과 '번뇌는 아니지만 번뇌를 증장시키는 작용을 하는 모든 법들'을 통칭한다. 예를 들어, 4성제 가운데 집제는 번뇌 그 자체를 말하므로 유루이고, 고제는 번뇌 그 자체는 아니지만 번뇌를 증장시키는 작용을 하므로 유루이다.
이러한 유루의 뜻과 반대의 경우를 무루(無漏, 산스크리트어: anāsravah) 또는 무루법(無漏法, 산스크리트어: anāsravah-dharma)이라고 하는데, 적극적으로 정의할 경우, 번뇌가 끊어진 상태나 번뇌가 끊어지게 하는 작용을 하는 법들을 무루 또는 무루법이라고 한다. 예를 들어, 4성제 중 멸제는 현재 생겨나 있는 번뇌와 미래에 생겨날 수 있는 번뇌가 모두 끊어진 상태라는 의미의 무루이고, 도제는 현재 생겨나 있는 번뇌와 미래에 생겨날수 있는 번뇌가 끊어지게 하는 길을 가고 있다는 의미의 무루이다. 세간의 정견[世間正見]처럼 번뇌가 약화되게는 하나 번뇌가 끊어지게 하지 못하는 것은 해당 번뇌가 극복된 것, 즉 인(因, 직접적 원인: '개별 번뇌의 속박 또는 극복'과 관련해서는 해당 번뇌 자체가 직접적 원인이 아니며, 해당 번뇌와 상응하려는 삼스카라[行: 경향성, 작용력 또는 형성력, 즉 업력]를 지닌 또는 지니지 않은 상태의 '현재와 미래의 마음'이 각각 속박 또는 극복의 직접적 원인이다)이 제거된 것, 즉 마음(6식 또는 8식, 즉 심왕, 즉 심법)이 더 이상 해당 번뇌와는 결코 다시는 상응하지 않는 상태가 아니기 때문에, 연(緣: 조건, 간접적 원인)이 갖추어지면 약화되었던 번뇌가 다시 증장할 수 있으므로, 즉 마음(6식 또는 8식, 즉 심왕, 즉 심법)이 해당 번뇌와 다시 상응할 수 있으므로 무루가 아닌 유루로 분류한다. (참고: 뒤에 나오는 4성제, 유루혜와 무루혜, 유루지와 무루지 문단)
《구사론》 제2권에서는 여러 가지 견(見)에 대해 설명하면서 번뇌를 구름에, 유루를 한밤중에, 무루를 한낮에 비유하여 설명하고 있다. 이 비유에서 구름은 번뇌 그 자체를 가리키고, 한밤중은 번뇌를 증장시키는 조건을 가리키고, 한낮은 번뇌를 제거하는 조건을 가리킨다.
즉, 《구사론》 제2권에서는 유신견(有身見) 등의 다섯 가지 염오견(染汚見: 잘못된 견해)과 세간(世間)의 정견(正見: 바른 견해)과 유학(有學)의 정견(正見)과 무학(無學)의 정견(正見)의 네 가지 종류의 견해에 대해, 비유하자면 한밤중[유루]과 한낮[무루]과 구름[번뇌]이 끼었을 때와 구름이 없을 때에 온갖 색상(色像) 즉 물질을 관찰하면 밝고 어둠의 차이가 있는 것과 같이, 이들 온갖 견(見)의 그 밝고 어둠이 동일하지 않다고 말하고 있다. 즉, 유신견 등의 염오견은 한밤중[유루]에 구름[번뇌]이 끼인 상태에서 색상을 보는 것이고, 세간의 정견은 한밤중[유루]에 구름[번뇌]이 없는 상태에서 색상을 보는 것이고, 출세간의 성자인 유학의 정견은 한낮[무루]에 구름[번뇌]이 끼인 상태에서 색상을 보는 것이고, 출세간의 성자인 무학 즉 아라한의 정견은 한낮[무루]에 구름[번뇌]이 없는 상태에서 색상을 보는 것이다.
한편, 번뇌는 유루법을 인(因: 직접적 원인)으로 하여 발생할 수도 있지만 무루법을 인(因)으로 하여 발생할 수도 있다. 예를 들어, 4성제의 도제와 멸제를 인(因)으로 하여 번뇌가 발생할 수도 있다. 그러나 무루법을 연(緣: 조건, 간접적 원인)으로 하여 번뇌가 증장하는 일 즉 심해지는 일은 없다. 예를 들어, 4성제의 도제와 멸제를 연(緣)으로 하여 번뇌가 심해지는 일은 없다. 도제와 멸제에 의할 때는 반드시 번뇌가 감소되거나 끊어진다. (참고: 뒤에 나오는 4성제 단락)
부파불교의 설일체유부의 교학에 따르면, 일체법인 12처 가운데 5근와 5경의 10색처(十色處)와 '의처(意處)의 일부'와 '법처(法處)의 일부'가 유루이며, 12처 가운데 '2처의 일부' 즉 '의처(意處)의 일부'와 '법처(法處)의 일부'가 무루이다. 즉, 설일체유부의 교학에 따르면 5근과 5경은 언제나 유루이다. 즉 번뇌를 증장시킬 가능성을 언제나 안고 있으며, 잘 다스리지 않으면 반드시 번뇌를 증장시킨다. 이와 관련하여, 5경에 대한 탐욕을 5욕(五欲)이라고 하며, 《잡아함경》 제2권 제58경 〈음근경(陰根經)〉의 고타마 붓다의 가르침에 따르면, 5욕 등의 욕탐(欲貪)으로 인해 5온이 5취온이 된다.
대승불교의 유식유가행파의 전의(轉依)의 교의와 번뇌론에 따르면, 5식과 제8아뢰야식은 부처의 상태가 아닌 한 언제나 유루이며, 제6의식과 제7말나식은 견도에서 일부가 무루가 되며 성불시에 완전히 무루가 된다. 6경과 5근(6근 가운데 의근이 제7말나식임)은 무루심 즉 '무루혜와 상응하고 있는 마음(8식, 즉 심왕, 즉 심법)'과 상응하고 있을 때는 무루이고, 유루심 즉 '유루혜와 상응하고 있는 마음(8식, 즉 심왕, 즉 심법)'과 상응하고 있을 때는 유루이다. 즉, 유루심과 상응하고 있는 6경과 5근의 법들(예를 들어, 마음작용들)은 비록 그 법들이 선(예를 들어, 참 · 괴 등의 선한 마음작용들)이라 할지라도 잘 다스리지 않으면 번뇌를 증장시키게 된다.
이상을 요약하면, 부파불교의 교학에 따르면, 어떤 법에 대하여 번뇌 즉 잡염 즉 '불선과 유부무기의 마음작용'이 따라 증장하지 않으면 그 법은 무루이다. 이에 비해 대승불교의 교학에 따르면, 어떤 법이 번뇌 즉 잡염 즉 '불선과 유부무기의 마음작용' 그 어느 것과도 상응하고 있지 않으면 그 법은 무루이다.

## 유루의 다른 이름
《구사론》에 따르면, 유루의 다른 이름으로는 취온(取蘊) · 유쟁(有諍) · 고(苦) · 집(集) · 세간(世間) · 견처(見處) · 3유(三有)가 있다. 즉, 유루는 이들 각각의 다른 이름들이 뜻하는 의미를 지니고 있다.
요약하자면 다음과 같은 의미에서 각각을 유루의 다른 이름이라고 할 수 있다.
1. 취온(取蘊): 유루법과 상응한 상태의 5온이 있다는 의미에서
2. 유쟁(有諍): 유루법은 쟁(諍: 다툼)을 낳는다는 의미에서
3. 고(苦): 유루법은 성심(聖心)에 위배된 상태라는 의미에서
4. 집(集): 유루법은 능히 괴로움[苦]을 초래한다는 의미에서
5. 세간(世間): 필멸의 세간처럼 유루법은 도제(道諦)에 의해 대치(對治)되어 멸해진다는 의미에서
6. 견처(見處): 유루법은 5견(五見: 5가지 잘못된 견해)이 머무는 장소이며 5견이 번뇌를 증대시킨다는 의미에서
7. 3유(三有): 유루법은 12연기의 유(有)의 인과 연이 되어 욕유 · 색유 · 무색유의 3유에 포섭된다는 의미에서

### 취온
《구사론》 제1권에 따르면, 취온(取蘊)은 유루의 다른 이름이다.
온(蘊, 팔리어: khandha, 산스크리트어: skandha)은 유위법(有爲法)의 화합(和合) · 적취(積聚) · 집합(集合) · 무더기라는 뜻이며, 유위법의 무더기 즉 온(蘊)은 유루에도 통하고 무루에도 통한다. 온(蘊)이 무루에 통한 경우 무루온(無漏蘊)이라 부르고 유루에 통한 경우 취온(取蘊)이라 부른다.
취온(取蘊)에서 취(取, upādāna)는 번뇌(煩惱)를 뜻한다. 유루에 통한 온(蘊)을 취온(取蘊: 번뇌 상태의 무더기)이라고 이름하게 된 것에는 다음의 3가지 이유가 있다.
1. 유루에 통한 온(蘊: 무더기)은 취(取: 번뇌)로 생겨난 유위법의 무더기이기 때문에 취온(取蘊: 번뇌로 생겨난 무더기)라고 한다. 이 명명법은 마치 가스와 연탄으로 생겨난 불을 각각 가스불, 연탄불이라고 이름하는 것과 같다.
2. 유루에 통한 온(蘊)은 취(取: 번뇌)의 권속이기 때문에, 즉 취(取: 번뇌)의 부림을 받기 때문에 취온(取蘊: 번뇌의 부림을 받는 무더기)이라고 한다. 이 명명법은 신하가 왕에 속하여 왕의 부림을 받는 것을 '왕의 신하' 또는 '왕의 권속'이라 부르는 것과 같다.
3. 유루에 통한 온(蘊)은 취(取: 번뇌)를 낳기 때문에 취온(取蘊: 번뇌를 낳는 무더기)이라고 한다. 이 명명법은 마치 꽃이나 과실을 낳는 나무를 화과수(花果樹)라고 하는 것과 같다.

요약하자면, 유루에 통한 온은 취(取: 번뇌)로 생겨나고, 취(取: 번뇌)의 부림을 받으며, 취(取: 번뇌)를 낳는다는 의미에서 취온(取蘊)이라 부른다.
마찬가지로, 색온(色蘊: 몸·물질 무더기) · 수온(受: 지각 무더기) · 상온(想蘊: 표상 무더기) · 행온(行蘊: 욕구·의지 무더기) · 식온(識蘊: 마음·의식 무더기)의 5온(五蘊, 팔리어: pañca khandha, 산스크리트어: pañca-skandha)은 유루에도 통하고 무루에도 통하며, 무루에 통한 5온(五蘊)을 5무루온(五無漏蘊)이라 하고, 유루에 통한 5온(五蘊)을 5취온(五取蘊)이라 한다. 5취온의 각각을 색취온(色取蘊: 몸·물질 번뇌 무더기) · 수취온(受取蘊: 지각 번뇌 무더기) · 상취온(想取蘊: 표상 번뇌 무더기) · 행취온(行取蘊: 욕구·의지 번뇌 무더기) · 식취온(識取蘊: 마음·의식 번뇌 무더기)이라 한다.

### 유쟁
《구사론》 제1권에 따르면, 유쟁(有諍, 산스크리트어: saraṇa)은 유루의 다른 이름이다.
쟁(諍: 다투다, 언쟁하다)은 번뇌의 다른 이름으로, 특히 번뇌가 선한 마음을 자극하고 흔들어 요동치게 하며, 그 결과 선한 마음이 흔들리게 되면 그로 인해 자신과 타인에게 손해를 입히는 악한 마음이 일어나게 되고 나아가 자신과 타인에게 손해를 입히는 구체적 행위를 일으키게도 한다는 것을 뜻한다.
마음이 유루법과 상응할 때 이와 같은 의미의 쟁(諍)이 수증(隨增)하기 때문에 유쟁(有諍, 산스크리트어: saraṇa: sa + raṇa = 有 + 諍)이라 이름한 것으로, 이러한 명명법은 유루(有漏, 산스크리트어: sāsrava: sa + āsrava = 有 + 漏)의 경우와 같다.

### 고
《구사론》에 따르면, 고(苦, 괴로움, 산스크리트어: duḥkha, 팔리어: dukkha, 영어: suffering, anxiety, dissatisfaction, discontentment)는 유루의 다른 이름이다.
유루법은 성심(聖心: 성스러운 상태의 마음, 성인의 마음)에 위배되기 때문에 고(괴로움)라고 한다. 고의 상태는 마음과 몸을 괴롭게 하여 편안치 않은 상태이며, 이러한 상태를 불러일으키는 것들을 고라고 한다.

### 집
《구사론》에 따르면, 집(集, 모으다, 모이다, 이루다, 산스크리트어: samudaya, 팔리어: samudaya, 영어: origin, source, rise, coming into existence)은 유루의 다른 이름이다. 세친은 "[유루법이] 능히 괴로움을 초래하기 때문에 집(集)이라고 한다(亦名為集 能招苦故)"라고 말하고 있다.
팔리어 사무다야(samudaya)의 뜻으로는 근원(根源, origin), 초래(招來, 招, 불러서 오게 함, rise, arising), 현현(顯現, 나타나게 함, coming into existence), 집기(集起, 모아서 올라감), 초취(招聚, 불러서 모음) 등이 있다.
이러한 뜻을 바탕으로, 집(集, samudaya)은 4성제의 고제와 집제의 문맥에서 "고의 근원(origin of suffering)" 또는 "고의 원인(cause of suffering)"으로 해석되고 있다. 또한, 마음이 결정된 업과 상응하면 미래에 생사의 고통, 즉 탄생과 죽음이 반복되는 윤회라는 고통을 초취(招聚: 불러 모음)하기 때문에 집(集)이라고 한다는 해석도 있다.
한편, 부파불교와 상좌부불교에서는 무명(無明)을 연(緣: 간접적 원인)으로 하는 나와 나의 것에 대한 갈애(渴愛, craving)를, 대승불교에서는 무명(無明)을 연(緣: 간접적 원인)으로 하는 아집(我執)과 법집(法執)을 고의 근원 또는 직접적 원인으로 본다.

### 세간
《구사론》에 따르면, 세간(世間, 산스크리트어: loka, 팔리어: loka, 영어: world)은 유루의 다른 이름이다.
출세간(出世間)은 불생불멸이기 때문에 파괴되어 사라질 수 없지만 세간은 파괴되어 사라질 수 있다. 마찬가지로 유루법은 도제(道諦)에 의해 대치(對治)되어 세간처럼 사라질 수 있다. 이런 의미에서 세간은 유루의 다른 이름이다.

### 견처
《구사론》에 따르면, 견처(見處, 산스크리트어: dṛṣṭisthāna)는 유루의 다른 이름이다.
유루법은 유신견(有身見) · 변집견(邊執見) · 사견(邪見) · 계금취(戒禁取) · 견취(見取)의 5견(五見), 즉 5가지 염오견(染汚見: 잘못된 견해)이 머무는 장소이며, 이들 5견은 번뇌를 수증(隨增)시킨다. 이런 의미에서 견처는 유루의 다른 이름이다.

### 3유·3계
《구사론》에 따르면, 욕유(欲有) · 색유(色有) · 무색유(無色有)의 3유(三有, 산스크리트어: trayo-bhava)는 유루의 다른 이름이다.
유루법은 12연기법에서 유전연기(流轉緣起)의 제10지(支)의 유(有, 존재, 산스크리트어: bhava, 팔리어: bhava)의 직접적 원인[因]이자 간접적 원인[依: 성립 근거]되어서 욕유(欲有) · 색유(色有) · 무색유(無色有)의 세 가지 존재[三有]에 포섭된다. 이런 의미에서 3유(三有)는 유루의 다른 이름이다.
한편, 욕계 · 색계 · 무색계의 3계(三界)는 3유와 동의어이기 때문에, 동일한 의미에서 3계 또한 유루의 다른 이름이다.

## 유루·무루 분별
유루 · 무루의 개념을 4제설에 적용하여 고(苦)와 집(集)을 유루로 멸(滅)과 도(道)를 무루로 분별할 수 있다. 마찬가지로, 불교에서는 이러한 용법, 즉 유 · 무루 분별을 여러 가지 법(法: 존재 · 사물 · 현상 · 의식 작용)들, 예를 들어 육신(肉身), 지혜(智慧), 선(善) 등에 적용하여 번뇌의 유무에 따라 유루와 무루로 나누게 되었다.

### 4성제
고집멸도의 4제설에서, 윤회하고 있는 상태인 현실의 결과[果]에 해당하는 고제(苦諦)와 이러한 윤회하고 있는 현 상태의 원인[因]인 집제(集諦)는 유루법에 해당한다. 이에 대해, 깨달음에 이르는 원인이 되는 멸제(滅諦)와 이 원인에 의해 도달되는 결과[果]인 도제(道諦)는 무루법에 해당한다.
번뇌는 어떤 법을 인연(因緣: 직접적 원인과 간접적 원인)으로 하여 생겨나는데, 그 법이 청정법인 경우에는 그 법을 연(緣: 조건, 간접적 원인)으로 하여 수증(隨增), 즉 수순증장(隨順增長: 따라서 증가함, 따라서 심해짐)하지 않는다. 반면, 그 법이 염오법인 경우에는 그 법을 연(緣: 조건, 간접적 원인)으로 하여 수증(隨增)한다. 고제와 집제는, 번뇌를 생기게 하는 인(因: 직접적 원인)이 되기도 하지만, 번뇌를 수증(隨增)하게 하는 연(緣: 조건, 간접적 원인)이 되기 때문에 유루법이다. 반면, 멸제와 도제는 번뇌를 생기게 하는 인(因: 직접적 원인)이 되기도 하나 수증(隨增)하게 하는 연(緣: 조건, 간접적 원인)이 되지는 않기 때문에 무루법이다.
예를 들어, 여러 번뇌들 중 하나인 계금취견(戒禁取見)은 인(因: 직접적 원인)이 아닌 것을 인(因)이라 여기고 도(道)가 아닌 것을 도(道)라 여기는 것으로, 이들은 각각 멸제와 도제에 대한 잘못된 견해[染汚見]이다.
예를 들어, 대자재천(大自在天, Mahesvara)이나 생주신(生主神, Prajapati) 등 세간의 참된 원인이 아닌 것을 참된 원인으로 간주하거나, 하늘에 태어나기 위해 갠지즈 강에 목욕하거나 불속에 뛰어들며, 해탈하기 위해 고행을 하고 재나 소똥을 온몸에 바르는 등 참된 도가 아닌 것을 참된 도로 여기는 염오혜(染汚慧)가 계금취견에 해당한다.
나무의 경우, 씨앗은 나무의 인(因: 직접적 원인)이고 햇빛 · 물 · 공기 등은 나무의 연(緣: 조건, 간접적 원인)이다. 이와 같이, 계금취견은 멸제와 도제가 없다면 성립될 수 없는 것이기 때문에, 달리 말해, 멸제와 도제는 계금취견을 성립시킴에 있어서 가장 본질적으로 중요한 것이기 때문에, 멸제와 도제는 계금취견의 인(因: 직접적 원인)이다. 즉, 계금취견은 멸제 · 도제를 인(因: 직접적 원인)으로 하여 적절한 연(緣: 조건, 간접적 원인, 예를 들어, 다른 사람이 잘못된 견해를 말하는 것을 듣고 그 말을 받아들인 것)이 갖추어지면 생겨나는 번뇌이다.
하지만, 계금취견(戒禁取見)이 멸제 · 도제를 연(緣: 조건, 간접적 원인)으로 하지는 않는데, 달리 말해, 멸제 · 도제가 계금취견을 강화(증대)시키는 연(緣: 조건, 간접적 원인)이 되지는 않는데, 그 이유는 멸제 · 도제는 진실의 청정함이기 때문에 계금취견의 경계가 되지 않기 때문이다. 즉, 고제 · 집제에 속한 다른 번뇌의 영향을 받아 계금취견이 강화(증대)될 수는 있어도 멸제 · 도제의 영향을 받아 계금취견이 강화(증대)되는 일은 없는 것이다. 오히려, 멸제 · 도제의 영향을 받게 되면(즉, 멸제 · 도제를 배우고 실천하게 되면) 계금취견이 [저절로] 약화되거나 끊어지게 된다.

### 유루신과 무루신
육신(肉身)을 유루신(有漏身)이라고 하고 이에 대해 불신(佛身: 부처의 몸)을 무루신(無漏身)이라고 한다.

### 유루혜와 무루혜
한편, 《구사론》에서 세친은 지혜(智慧), 즉 혜(慧, 산스크리트어: prajñā, 팔리어: paññā)는 크게 유루혜(有漏慧)와 무루혜(無漏慧)로 나뉘는데 '성(聖)'이라는 낱말은 오직 무루혜에만 사용할 수 있다고 말하고 있다. 이와 같은 뜻에서, 불교에서는 무루혜를 성혜(聖慧: 성스러운[聖] 지혜[慧], 성인의[聖] 지혜[慧]), 무루성혜(無漏聖慧: 번뇌를 끊어내는[無漏] 성스러운[聖] 지혜[慧], 성인이 가진[聖] '번뇌를 끊어내는[無漏] 지혜[慧]'), 성지(聖智: 성스러운[聖] '번뇌를 끊어내는 지혜[智]'), 무루지(無漏智: 번뇌를 끊어내는 지혜) 또는 간단히 무루(無漏: 번뇌를 끊어냄)라고 부르기도 한다.

慧有二種。有漏無漏。唯無漏慧立以聖名。

지혜[慧]에는 유루혜와 무루혜의 2가지 종류가 있는데 이 중에서 무루혜에만 '성(聖)'이라는 명칭을 쓴다.
— 《구사론》 제26권 〈7. 분별지품(分別智品)〉. 한문본 & 한글본

혜(慧)는 판단 또는 판단작용으로, 《구사론》의 설일체유부의 5위75법의 체계에서 심소법(心所法)의 대지법(大地法: 마음이 일어날 때면 언제나 항상 함께 일어나는 마음작용들)에 속한다. 반면, 유식유가행파와 법상종의 5위 100법의 체계에서는 심소법(心所法)의 별경심소(別境心所: 마음이 일어날 때면 언제나 항상 함께 일어나는 마음작용이 아닌 것으로, 특정한 해당 경계에 대해서만 일어나는 마음작용들)에 속한다.
(참고: 반야(般若))
대지법(大地法)에 속한 것으로 정의하는가 별경심소(別境心所)에 속한 것으로 정의하는가에 상관없이, 판단작용으로서의 혜(慧)는 유루와 무루에 모두 통한다. 예를 들어, 5견(五見)과 같은 잘못된 견해[染汚見]는 유루에 통한 것이지만, 여전히 하나의 판단작용이다. 그렇기는 하나, 깨달음으로 나아가게 한다는 취지를 강조하는 면에서 혜(慧)를 정의하는 경우, 혜(慧)는 곧 택법(擇法, dharma-pravicaya, dhamma-vicaya)을 말한다. 즉 모든 법(法)을 살펴서 참된 것[眞]과 거짓된 것[僞], 선한 것[善]과 악한 것[不善]을 판별하여, 참된 것과 선한 것을 취하고 거짓된 것과 악한 것을 버리는 것이다.
《구사론》에 따르면, 인(忍, kṣānti)과 지(智, jñāna)와 견(見, dṛṣṭi)은 모두 혜(慧, prajñā, paññā)의 일종이다.
예를 들어, 이들 중 견(見, dṛṣṭi)의 경우, 《구사론》에서는 크게 5견(五見: 5가지 잘못된 견해) · 세간정견(世間正見: 세간의 정견) · 유학정견(有學正見: 유학의 출세간의 정견) · 무학정견(無學正見: 무학의 출세간의 정견)의 네 가지로 나누고 있다.
다시 이 4가지 견(見) 가운데 첫 번째의 5견은 유루견(有漏見)에 속하고 따라서 유루혜(有漏慧)에 속한다. 두 번째의 세간정견은 번뇌가 약화되게 하여 깨달음에로 좀더 나아가게 하는 역할을 하지만 번뇌가 끊어지게 하지는 못하므로 유루견으로 분류된다. 따라서 유루혜에 속한다. 세 번째와 네 번째의 유학정견과 무학정견은 모두, 각자에 해당되는 번뇌가 끊어지게 하므로 무루견에 속하고 따라서 무루혜(無漏慧)에 속한다.
이들 중, 특히 세간정견은 생득혜(生得慧) · 문혜(聞慧) · 사혜(思慧) · 수혜(修慧)의 4가지 유루혜로 나뉜다. 문혜(聞慧)는 친구나 스승에게 가르침을 들어서 깨우치는 지혜(판단작용, 뛰어난 판단작용)이고, 사혜(思慧)는 그렇게 들은 가르침을 스스로 생각함으로써 깨우치는 지혜이고, 수혜(修慧)는 가르침에 따라 수행함으로써만 깨우치는 지혜이다. 그리고 생득혜(生得慧)는 이들 세 가지 유루혜를 가능하게 하는 기초적인 근거가 되는 타고나는 유루혜이다. 이들 4가지 세간의 지혜(판단작용, 뛰어난 판단작용)는 번뇌가 약화되게 하여 깨달음에로 좀더 나아가게 하는 역할을 하지만 번뇌가 끊어지게 하지는 못하므로 유루혜로 분류된다.

### 유루지와 무루지
세속을 대상으로 해서 작용하는 지혜를 유루지(有漏智)라고 하고 이에 대해 부처의 깨달음을 대상으로 해서 작용하는 성자의 지혜(반야)를 무루지(無漏智)라고 한다. 유루지는 번뇌가 끊어지게 할 수 없고, 반면, 무루지는 번뇌가 끊어지게 할 수 있다. (예: 《능단금강반야바라밀경(能斷金剛般若波羅密經)》)
《구사론》에 따르면, 인(忍, kṣānti)과 지(智, jñāna)와 견(見, dṛṣṭi)은 모두 혜(慧, prajñā, paññā)의 일종이다. 따라서 유루지는 유루혜에 속하고, 무루지는 무루혜에 속한다.

### 유루선과 무루선
범부(凡夫)가 이룬 선(善)을 유루선(有漏善)이라고 하고 이에 대해 성자가 이룬 선을 무루선(無漏善)이라고 한다.
수행면에서 보면, 유루선은 5계(五戒) · 10선(十善) 등의 선법(善法)으로 번뇌가 약화되게 하기는 하나 끊어지게 하지는 못하는 선법이다. 때문에, 이들 선법을 세간의 선법, 줄여서 세간법(世間法)이라 한다.
무루선은 3학(三學) · 4성제(四聖諦) · 12연기(十二緣起) · 6바라밀(六波羅蜜) 등의 선법(善法)으로 번뇌가 끊어지게 하는 선법이다. 때문에, 이들 선법을 출세간의 선법, 줄여서 출세간법(出世間法)이라 한다. 6바라밀은 6도(六度)라고도 한다.

## 유·무루와 마음
심성 즉 마음의 본성은 설혹 본래 청정한 것이더라도 현실의 마음가짐 즉 심상(心相)이 만약 올바른 세계관 · 인생관을 모르고 망상(妄想)에 잡혀있기 때문에 집착해서는 안되는 것에 집착하고 있다면 거기에서 생기는 번뇌 때문에 감염되고 더럽혀져서 부정(不淨)하게 되는 것이며 그러한 마음의 상태를 염오부정(染汚不淨) 혹은 유루(有漏)라고 한다.
즉 번뇌에 뒤덮인 더럽혀진 마음을 가진 사람은 자연히 그 행동이나 태도도 더럽혀진 그릇된 것이 되어 미혹의 나날을 보내지 않으면 안 되며 그러한 미혹을 거듭하고 있는 동안은 계속해서 고계(苦界)를 유전(流轉)한다고 한다.
그래서 이러한 무명번뇌(無明煩惱)의 미망(迷妄: 미혹과 망상)을 버리고 올바른 세계관 · 인생관을 알고 진실한 지혜(반야 · 보리)에 의해서 열반의 이상의 경지로 나아갈 청정환멸(淸淨還滅)에의 도가 설명되는 것이다.
이와 같이 마음의 현실 모습, 즉 현상(現象)으로서의 마음에 의해서 일체를 설명하려는 것이 상좌부(上座部)계의 설일체유부(說一切有部)나 경량부(經量部)의 입장이며, 그 견해가 후에 대승불교에도 채용되어 법상유식설(法相唯識說)로 전개되었다. 설일체유부의 5위 75법의 법체계와 유식유가행파와 법상종의 5위 100법의 법체계는 마음의 현실 모습, 현상(現象)으로서의 마음에 의해서 일체를 설명하는 대표적인 법체계이다.

## 같이 보기
- 유위와 무위
- 사성제
- 사향사과: 원시불교와 부파불교의 수행 계위
- 십지(十地): 대승불교의 보살의 수행 계위
- 유식설
- 오위칠십오법
- 오위백법
- 심성본정

## 참고 문헌
- 이 문서에는 다음커뮤니케이션(현 카카오)에서 GFDL 또는 CC-SA 라이선스로 배포한 글로벌 세계대백과사전의 내용을 기초로 작성된 글이 포함되어 있습니다.
- 권오민 (2003). 《아비달마불교》. 민족사.
- 운허.  동국역경원 편집, 편집. 《불교 사전》. |title=에 외부 링크가 있음 (도움말)
- 세친 지음, 현장 한역, 권오민 번역. 《아비달마구사론》. 한글대장경 검색시스템 - 전자불전연구소 / 동국역경원. |title=에 외부 링크가 있음 (도움말)
- (중국어) 星雲. 《佛光大辭典(불광대사전)》 3판. |title=에 외부 링크가 있음 (도움말)
- (중국어) 세친 조, 진제 한역. 《아비달마구사석론(阿毘達磨俱舍釋論)》. 대정신수대장경. T29, No. 1559, CBETA. |title=에 외부 링크가 있음 (도움말)
- (중국어) 세친 조, 현장 한역. 《아비달마구사론(阿毘達磨俱舍論)》. 대정신수대장경. T29, No. 1558, CBETA. |title=에 외부 링크가 있음 (도움말)
- (영어) Ajahn Sumedho (2002). 《The Four Noble Truths》. Amaravati Publications.
- (영어) Ajahn Sucitto (2010). 《Turning the Wheel of Truth: Commentary on the Buddha's First Teaching》. Shambhala.
- (영어) Walpola Rahula (1974). 《What the Buddha Taught》. Grove Press. Revised edition.

## 주해
1. ↑  진제는 "違聖人意 故名苦"라고 번역하여 "[유루법은] 성인의 마음[聖人意]에 위배되기 때문에 고라고 이름한다"고 말하고 있고 (《아비달마구사석론》 제1권 p. 162 보관됨 2012-10-01 - 웨이백 머신), 현장은 "亦名為苦 違聖心故"라고 번역하여 "성심(聖心)에 위배되기 때문에 고라고 이름한다"고 말하고 있다 (《아비달마구사론》 제1권 p. 2 보관됨 2012-10-29 - 웨이백 머신).